# Sherlock Holmes et le Collier de la mort
Pour plus de détails, voir Fiche technique et Distribution.
 Sherlock Holmes et le Collier de la mort (Sherlock Holmes und das Halsband des Todes) est un film germano-franco-italien, coréalisé par Terence Fisher et Frank Winterstein, sorti sur les écrans en 1962 et le 20 mai 1964 en France.
Film policier, il est une libre adaptation du roman La Vallée de la peur (The Valley of Fear), d'Arthur Conan Doyle.
Trois ans après Le Chien des Baskerville où Christopher Lee est Sir Henry, l'héritier de Charles Baskerville, le réalisateur Terence Fisher lui offre, dans cette nouvelle enquête, le rôle de Sherlock Holmes.
L'acteur britannique interprète le rôle du détective à deux autres reprises, dans les téléfilms, Sherlock Holmes et la Diva, de Peter Sasdy en 1991 et Incident aux chutes Victoria, de Bill Corcoran, l'année suivante.

## Synopsis
Depuis longtemps, Sherlock Holmes est quasiment certain de l'implication de l'égyptologue et enseignant d'archéologie, le  professeur Moriarty, dans les activités criminelles de la pègre londonienne. Sans preuves tangibles, Sherlock Holmes est, à plusieurs reprises, vertement averti par l'inspecteur Cooper, de Scotland Yard ; il lui est demandé de rester à l'écart des enquêtes policières.
Cependant, quand le collier de Cléopâtre, découvert lors de fouilles en Égypte, est volé, ses soupçons se portent sur Moriarty ; faisant fi des recommandations de Cooper, il mène sa propre enquête, aidé de son ami, le docteur Watson, et tente d'infiltrer le cercle de l'égyptologue.

## Fiche technique
- Titre : Sherlock Holmes et le Collier de la mort
- Titre original : Sherlock Holmes und das Halsband des Todes
- Réalisation : Terence Fisher et Frank Winterstein
- Scénario : Arthur Conan Doyle (roman) et Curt Siodmak (scénario)
- Musique : Martin Slavin
- Direction artistique : Paul Markwitz
- Décors : Harley Miller et Darrell Silvera
- Costumes : Vera Mügge
- Photographie : Richard Angst
- Montage : Ira Oberberg
- Producteur : Artur Brauner
- Production : 
  - CCC-Film (Central Cinema Company-Film)
  - Criterion Productions
  - Incei Film
  - Constantin Film Produktion GmbH
- Distribution : Omnia Deutsche Film Export
- Pays de production :  Allemagne de l'Ouest,  France,  Italie
- Langue : allemand
- Genre : Film policier
- Durée : 86 minutes
- Format : Noir et blanc • 35 mm • 1,66:1 • Mono
- Date de sortie : 
  - 1962
  - France : 20 mai 1964

## Distribution
- Christopher Lee (VF : Jacques Dacqmine) : Sherlock Holmes
- Hans Söhnker (VF : Roger Tréville) : Professeur Moriarty
- Hans Nielsen (VF : Louis Arbessier) : Inspecteur Cooper
- Thorley Walters (VF : Jean-Paul Moulinot) : Docteur Watson
- Senta Berger : Ellen Blackburn
- Ivan Desny : Paul King
- Wolfgang Lukschy : Peter Blackburn
- Leon Askin : Charles
- Edith Schultze-Westrum (VF : Lita Recio) : Madame Hudson
- Bruno W. Pantel : Commissaire-priseur
- Bernard Lajarrige : Inspecteur French
- Linda Sini : Femme légère
- Roland Armontel : Docteur
- Franco Giacobini: Collectionneur
- Heinrich Gies (VF : Roger Rudel) : l'acheteur texan